# Ботаніха (притока Уті)
Бота́ниха (рос. Ботаниха) — річка в Удмуртії (Красногорський район), Росія, права притока Уті.
Річка починається за 3 км на захід від колишнього присілку Тарасенки. Річка протікає спочатку на південь, потім на південний схід, в середній течії знову на південь. Нижня течія спрямована спочатку на південь, потім повертає на південний захід. Впадає до Уті на околиці села Кур'я.
Русло вузьке, долина неширока. Річка приймає декілька дрібних приток, на ній створено ставки.
Над річкою розташовано село Кур'я та присілок Ботаниха, між якими збудовано автомобільний міст.